# Caresana
Caresana é uma comuna italiana da região do Piemonte, província de Vercelli, com cerca de 1.068 habitantes. Estende-se por uma área de 23 km², tendo uma densidade populacional de 46 hab/km². Faz fronteira com Langosco (PV), Motta de' Conti, Pezzana, Rosasco (PV), Stroppiana, Villanova Monferrato (AL).

## Demografia
| Variação demográfica do município entre 1861 e 2011                               |
|                                                                                   |
| Fonte: Istituto Nazionale di Statistica (ISTAT) - Elaboração gráfica da Wikipedia |